# Синха, Дилип
Дилип Синха (англ. Dilip Sinha; 8 ноября 1954, Канпур, Индия) — индийский государственный и дипломатический деятель.

## Биография
Окончил Университет Патны, где изучал политологию.
С 1978 по 2014 год работал на дипломатической службе Индии.
В 2002—2004 годах был заместителем Верховного комиссара Индии в Бангладеш и заместителем главы миссии в посольстве Индии в Бразилии (1999—2002). Работал советником в Постоянном представительстве Индии при отделениях ООН, первым секретарём Верховной комиссии Индии в Пакистане и вторым секретарём посольства Индии в Египте и Германии.
В 2007—2010 годах работал послом Индии в Греции.
В 2012—2014 годах — постоянный представитель Индии в Отделении ООН в Женеве. В 2013—2014 годах — вице-президент Совета по правам человека (ООН).
С 2015 по 2016 год был председателем Комиссии по государственной службе штата Манипур в Индии.
Выступал по вопросам международной безопасности, Афганистана, Пакистана и Ирана и экологической дипломатии.
Автор книги «Легитимность власти: постоянство пяти в Совете Безопасности» (2018, Vij Books). В книге прослеживаются истоки международного сотрудничества в области безопасности и тщательно исследуются связи полномочий Совета Безопасности ООН с международным правом.
Женат, имеет двоих детей.